# Jerzy Schabowicz
Jerzy Tadeusz Schabowicz (ur. 19 października 1912 w Warszawie, zm. 10 marca 2001 tamże) – kapral Armii Krajowej, kawaler Krzyża Srebrnego Orderu Wojennego Virtuti Militari.

## Życiorys
Urodził się w rodzinie Jana (zm. 1952), funkcjonariusza Policji Państwowej, i Bronisławy z Kamianowskich (zm. 1975). Absolwent warszawskiej Państwowej Średniej Szkoły Handlowej im. J. i M. Roeslerów (1932), następnie pracował jako praktykant handlowy, kierownik sprzedaży i księgowy. Służbę wojskową odbył w latach 1935–1936 w 1 Morskim Dywizjonie Artylerii Przeciwlotniczej z Gdyni. 
Podczas kampanii wrześniowej zmobilizowany do 109 baterii wystawionej przez 1 pułk artylerii przeciwlotniczej. Brał udział w obronie Łucka, po czym w październiku 1939 przedostał się do Warszawy. Od stycznia 1942 w konspiracji - początkowo w Związku Walki Zbrojnej, następnie w Armii Krajowej. Szkolił żołnierzy w zakresie znajomości budowy i zasad działania  dział przeciwlotniczych. Na czas powstania przewidziany był, jako fachowiec w tej dziedzinie, do obsługi dział. Wobec braku artylerii w oddziałach AK-owskich, Jerzy Schabowicz w powstaniu warszawskim początkowo zwalczał niemieckie czołgi i bronił barykad, jako żołnierz batalionu „Chrobry I”. Po przejściu na Stare Miasto przydzielony do Grupy Szturmowej „Lisa” (por. Mikołaja Dunin-Marcinkiewicza). Uczestniczył w walkach o getto, Dworzec Gdański i ulicę Stawki oraz w obronie barykad między Arsenałem a Pasażem Simonsa (w tym czasie jako celowniczy zdobycznego działka 50 mm oraz karabinu maszynowego zwalczał wrogie czołgi, goliaty i piechotę oraz unieszkodliwił tankietkę z materiałem wybuchowym). Ranny w głowę, ratował zasypanych w Pasażu Simonsa żołnierzy batalionu „Chrobry I”. Z pozostałościami powstańczych oddziałów por. „Lisa” i por. „Zana” obsadzał ruiny Pasażu Simonsa, po czym przeszedł kanałami do Śródmieścia. Do końca powstania walczył na ulicy Brackiej pod dowództwem por. Stanisława Dąbrowskiego „Grzywy”, obsługując karabin maszynowy i granatnik. 17 września 1944 otrzymał z rąk gen. Tadeusza „Bora” Komorowskiego Order Virtuti Militari 5 klasy. Po upadku powstania w niemieckiej niewoli (nr jeniecki 104860) - przebywał w stalagach III A Luckenwalde i VIII F Łambinowice.
Po wojnie pracował jako główny księgowy. Żonaty z Zofią z domu Szyszkowską (zm. 1984), z którą miał dwie córki Elżbietę i Małgorzatę. 
Zmarł 10 marca 2001 w Warszawie, pochowany 15 marca 2001 na cmentarzu Bródnowskim (sektor 81E-2-8).

## Ordery i odznaczenia
- Krzyż Srebrny Orderu Wojennego Virtuti Militari (1944)
- Krzyż Kawalerski Orderu Odrodzenia Polski
- Krzyż Walecznych
- Warszawski Krzyż Powstańczy[5]